# آوالون (فیلم ۲۰۰۱)
آوالون (انگلیسی: Avalon) یک فیلم درام علمی-تخیلی ژاپنی-لهستانی به کارگردانی مامورو اوشی است که در سال ۲۰۰۱ منتشر شد.

## گزیدهٔ بازیگران
- ماوگوژاتا فورمنیاک
- ووادیسواف کووالسکی
- بارتومیئی شویدرسکی
- الژبیتا تووارینتسکا
- داریوش بیسکوپسکی
- میخائو برایتن‌والد